# 中田駅 (徳島県)
中田駅（ちゅうでんえき）は徳島県小松島市中郷町長手にある四国旅客鉄道（JR四国）牟岐線の駅である。駅番号はM05。

## 歴史
- 1916年（大正5年）12月15日：阿南鉄道（牟岐線の前身）と阿波国共同汽船（国有鉄道が小松島軽便線として借り上げ、後の小松島線）の接続駅として、小松島軽便線の地蔵橋 - 小松島間に開業。
- 1917年（大正6年）9月1日：小松島軽便線（阿波国共同汽船）が国有化される。
- 1936年（昭和11年）7月1日：阿南鉄道が国有化されて牟岐線となり、国鉄の駅に一本化される。
- 1961年（昭和36年）4月1日：小松島線と牟岐線の起点変更により、小松島線の起点となる。
- 1972年（昭和47年）10月1日：荷物の取り扱いを廃止[2]。
- 1973年（昭和48年）10月1日：貨物の取り扱いを廃止[2]。
- 1985年（昭和60年）3月14日：国鉄小松島線廃止[4][5]。
- 1987年（昭和62年）4月1日：国鉄分割民営化によりJR四国の駅となる[2]。
- 1992年（平成4年）7月23日：契約社員による業務委託駅となり、午後と日曜・祝日は駅員不在となる[6]。
- 2010年（平成22年）10月1日：無人化[3][7]。
- 2019年（令和元年）12月13日：トイレ廃止。
- 2022年（令和4年）：6月にプレハブの仮設待合所（自動券売機あり）が設置され、旧駅舎が解体される。7月に簡易型の新駅舎が完成し、使用を開始。

## 駅構造

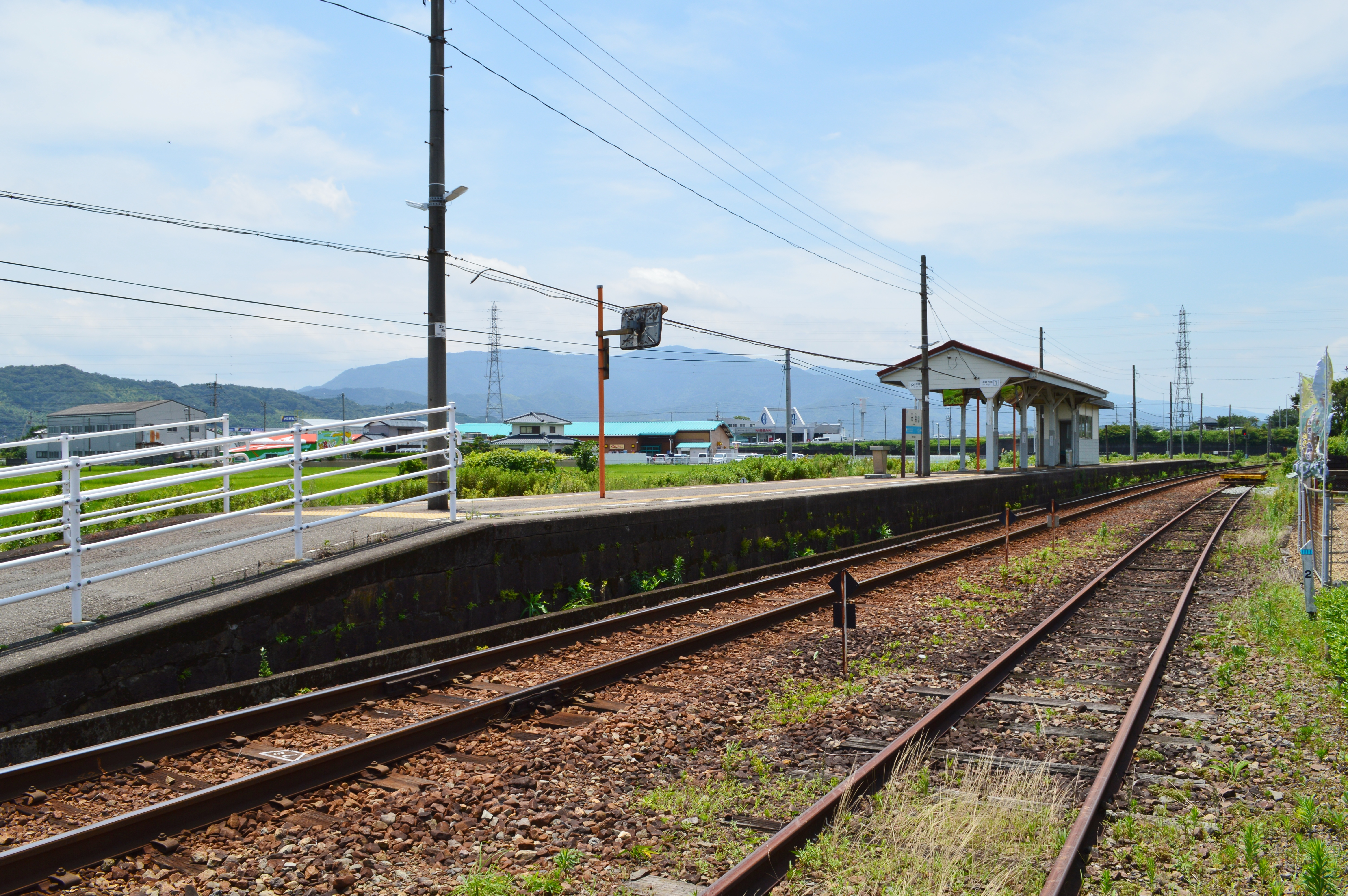
ホーム（2016年7月）

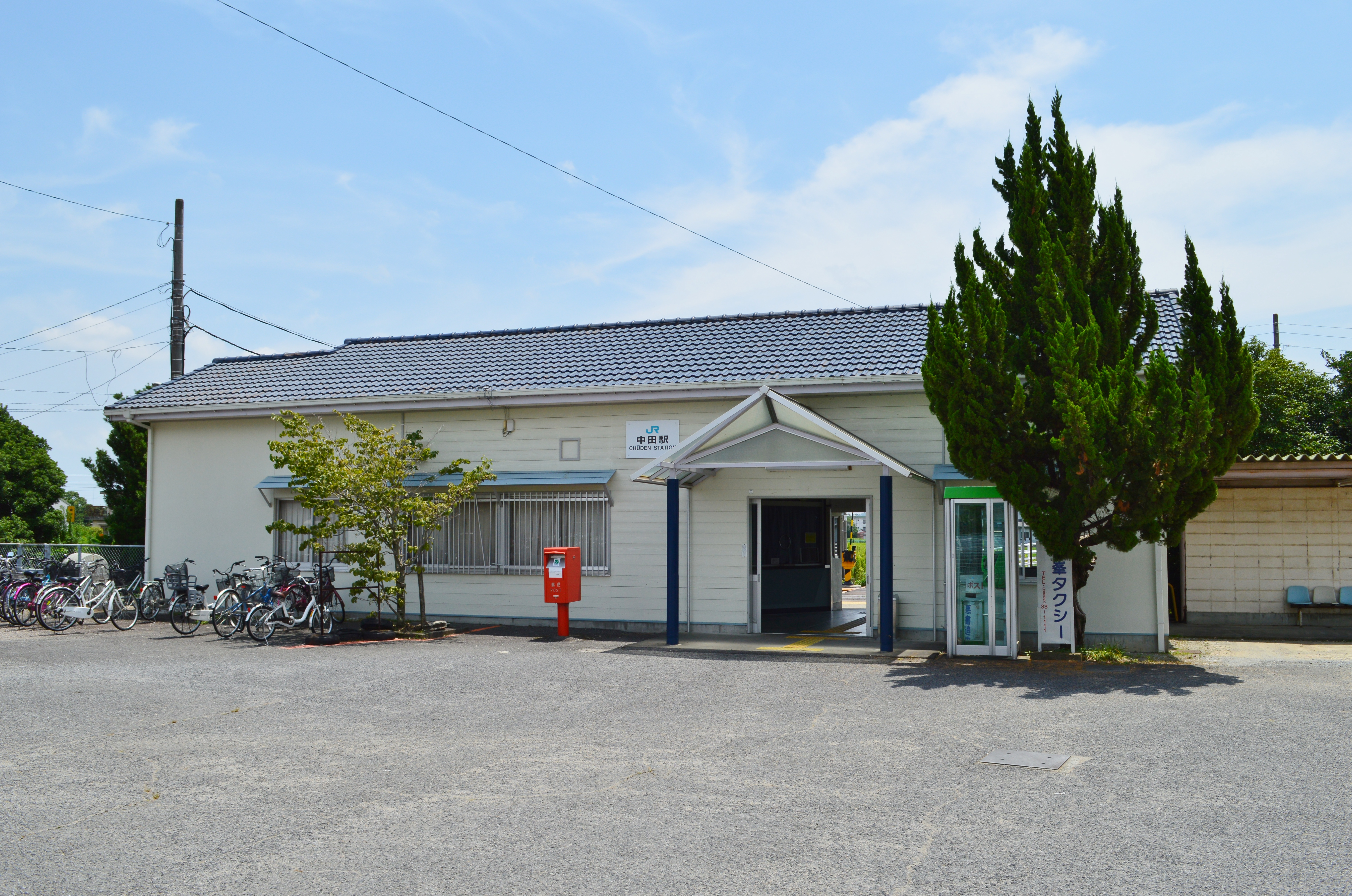
旧駅舎（2016年7月）

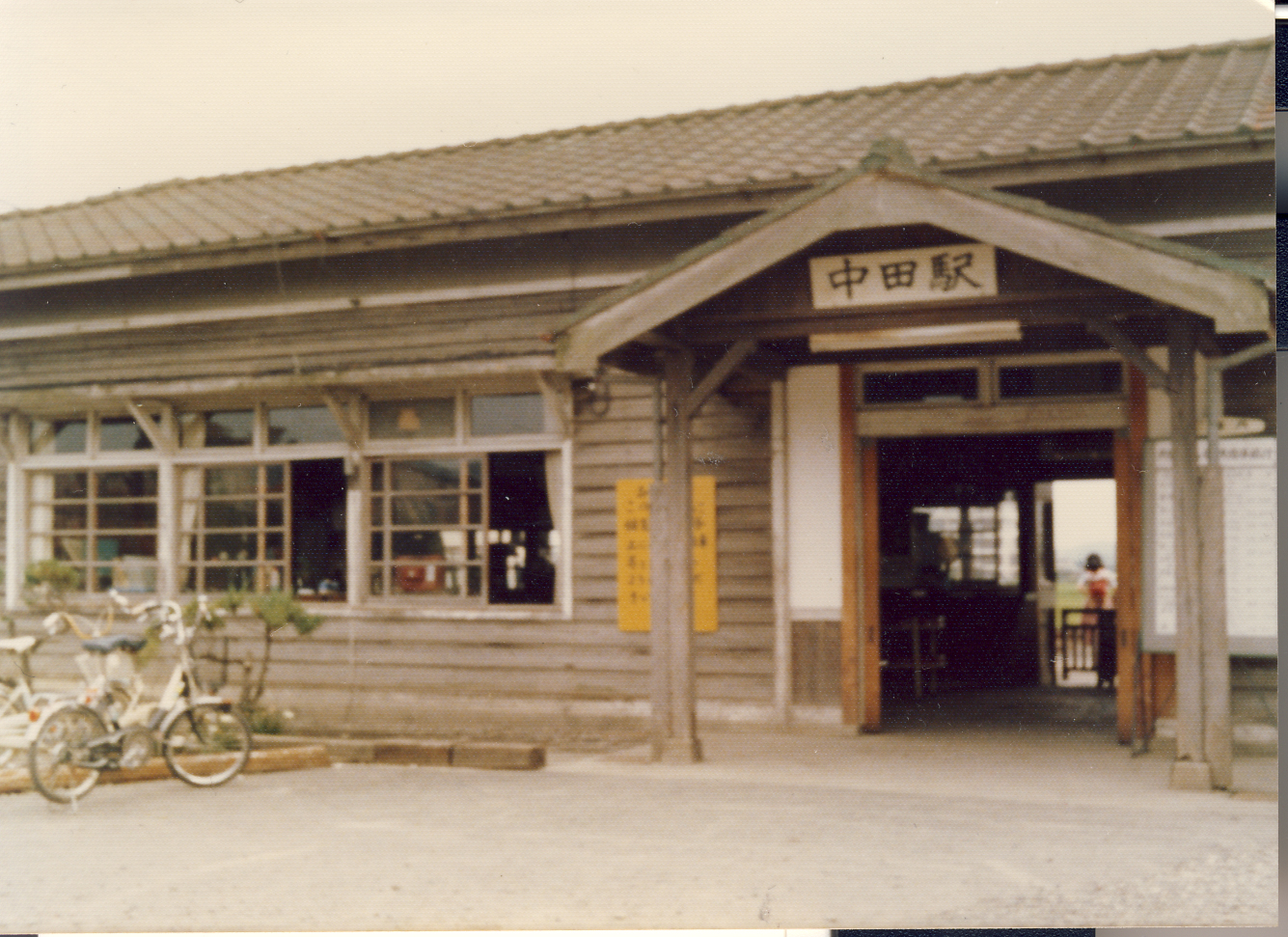
旧駅舎（1980年頃）

島式ホーム1面2線を有する地上駅。駅舎を有しホームとの間を構内踏切が結ぶ。ホーム上には水飲み場跡がある。駅舎内には自動券売機がある。駅舎改修前には、改札内に汲み取り式トイレが位置していたが、2019年12月13日に廃止となり改修整地されている。なお、駅舎前に郵便ポスト、白ポストがある。（2025年7月時点で周辺に公衆トイレはない）
1960年代頃は、駅西方（地蔵橋側）で現在の国道55号徳島南バイパス小松島跨線橋（1972年竣工）の下から日本専売公社徳島地方局小松島原料工場（1969年10月1日閉鎖）専用線が延びていたが、1972年（昭和47年）頃に廃止された。
1985年まで、この年に廃線となった小松島線の分岐駅として機能していた。構内の配線は、路線北側の駅舎正面にホームを有する2面3線であった。小松島線は駅東方（南小松島側）から分岐していた。
なお、小松島線廃線後、当駅から小松島市営バス小松島線代替バスが発着していたが廃止された。その形跡で、駅舎横にバス停ベンチと上屋が設置されていた。
1992年からJR四国契約社員による直営駅であったが、2010年10月1日に無人化された。以降、徳島駅の管轄下となっている。
2022年に、旧駅舎とバス停跡が解体され、簡易型の新駅舎が設置（自動券売機と運行情報表示ディスプレイあり）。旧駅舎前にあった郵便ポストは、ふたたび新駅舎前に設置されている。
2023年に、旅客ホームの旧旅客上屋、待合室、水飲み場が解体され、簡易型の新旅客上屋とベンチが設置。

### のりば
| のりば | 路線    | 方向 | 行先           |
| ------ | ------- | ---- | -------------- |
| 1      | ■牟岐線 | 下り | 阿南・牟岐方面 |
| 2      | ■牟岐線 | 上り | 徳島・高松方面 |

## 利用状況
1日平均乗車人員は下記の通り。
| - 630人（1995年度） - 599人（1996年度） - 573人（1997年度） - 549人（1998年度） - 531人（1999年度） - 502人（2000年度） - 517人（2001年度） - 517人（2002年度） - 491人（2003年度） - 483人（2004年度） | - 487人（2005年度） - 483人（2006年度） - 473人（2007年度） - 470人（2008年度） - 432人（2009年度） - 434人（2010年度） - 439人（2011年度） - 462人（2012年度） - 486人（2013年度） - 466人（2014年度） |

## 駅周辺

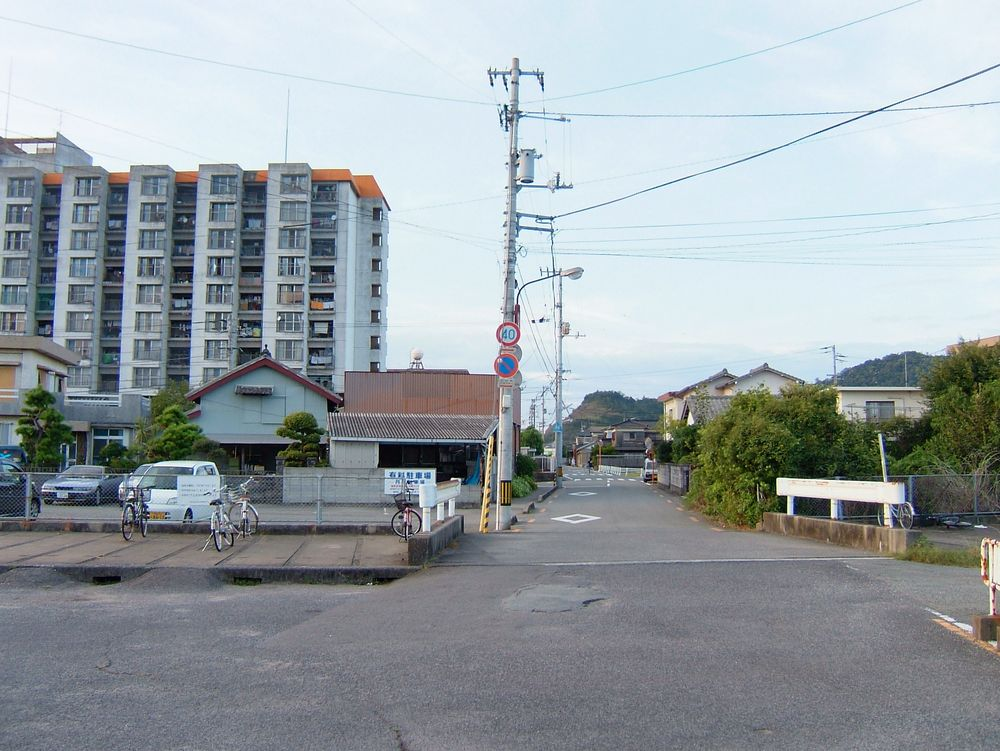
駅前風景（2016年7月）

### 教育施設
- 小松島市立千代小学校
- 徳島県立小松島西高等学校
- 小松島自動車学校

### 商業施設
- ハローズ江田店
- ドラッグストアコスモス中田駅店

### その他
- 小松島市駐輪場
- 草創神社

### 道路
- 遊歩道（旧小松島線跡）
- 徳島県道120号徳島小松島線
- 徳島県道169号中田停車場線

さらにその南には、キョーエイ小松島店（新）や小松島ショッピングプラザルピア等がある。

## バス路線
付近にバス停が2ヵ所あるため、まとめて解説する。
「中田（旧道）」停留所（当駅より約700ｍ）
- 徳島バス
  - 立江線
  - 和田島線

※徳島県道120号線沿い。
「中田」停留所（当駅より約750ｍ）
- 徳島バス
  - 橘線
  - 小松島線
  - 勝浦線

※徳島県道17号線沿い。

## 隣の駅
四国旅客鉄道（JR四国）
■牟岐線
■普通
地蔵橋駅 (M04) - 中田駅 (M05) - 南小松島駅 (M06)

### 廃止路線
日本国有鉄道
小松島線（廃止）

中田駅 - 小松島駅